# Тайм (Іллінойс)
Тайм (англ. Time) — селище (англ. village) в США, в окрузі Пайк штату Іллінойс. Населення — 26 осіб (2020).

## Географія
Тайм розташований за координатами 39°33′40″ пн. ш. 90°43′24″ зх. д. / 39.56111° пн. ш. 90.72333° зх. д. (39.561128, -90.723366).  За даними Бюро перепису населення США в 2010 році селище мало площу 1,13 км², уся площа — суходіл.

## Демографія
Згідно з переписом 2010 року, у селищі мешкали 23 особи в 10 домогосподарствах у складі 4 родин. Густота населення становила 20 осіб/км².  Було 16 помешкань (14/км²).
Расовий склад населення:
| - 100,0 % — білих |

До двох чи більше рас належало 0,0 %. Частка іспаномовних становила 0,0 % від усіх жителів.
За віковим діапазоном населення розподілялося таким чином: 21,7 % — особи молодші 18 років, 60,9 % — особи у віці 18—64 років, 17,4 % — особи у віці 65 років та старші. Медіана віку мешканця становила 49,5 року. На 100 осіб жіночої статі у селищі припадало 91,7 чоловіків;  на 100 жінок у віці від 18 років та старших — 125,0 чоловіків також старших 18 років.
Цивільне працевлаштоване населення становило 0 осіб. 